# Albibarbefferia eximia
Albibarbefferia eximia là một loài ruồi trong họ Asilidae. Albibarbefferia eximia được Bellardi miêu tả năm 1861. Loài này phân bố ở vùng Tân nhiệt đới.